# Carlos Menditeguy
Carlos Menditeguy (n. 10 august 1914, Buenos Aires, Argentina – d. 27 aprilie 1973, Buenos Aires, Argentina) a fost un pilot de Formula 1. De-a lungul carierei a luat startul în 10 curse, niciuna din pole-position. Nu a câștigat nicio cursă și a terminat o singură dată pe podium, acumulând 9 puncte în întreaga activitate ca pilot de Formula 1.